# Hasahatan Jae
Hasahatan Jae is een bestuurslaag in het regentschap Padang Lawas van de provincie Noord-Sumatra, Indonesië. Hasahatan Jae telt 1600 inwoners (volkstelling 2010).